# Benjamin Balázs
Benjamin Balázs (sinh 26 tháng 4 năm 1990 ở Kaposvár) là một cầu thủ bóng đá Hungary hiện tại thi đấu cho Újpest FC.

## Sự nghiệp

### Vitória
Ngày 3 tháng 7 năm 2014, Balázs được ký hợp đồng bởi câu lạc bộ Bồ Đào Nha tại Primeira Liga, Vitória S.C.. Trong một buổi phỏng vấn với Nemzeti Sport, Balázs thừa nhận rằng huấn luyện viên của Videoton FC José Gomes đề xuất anh.

## Thống kê câu lạc bộ
| Câu lạc bộ          | Mùa giải | Giải vô địch | Giải vô địch | Cúp     | Cúp       | Cúp Liên đoàn | Cúp Liên đoàn | Châu Âu | Châu Âu   | Tổng    | Tổng      |
| Câu lạc bộ          | Mùa giải | Số trận      | Bàn thắng    | Số trận | Bàn thắng | Số trận       | Bàn thắng     | Số trận | Bàn thắng | Số trận | Bàn thắng |
| ------------------- | -------- | ------------ | ------------ | ------- | --------- | ------------- | ------------- | ------- | --------- | ------- | --------- |
| Kaposvár            |          |              |              |         |           |               |               |         |           |         |           |
| 2008–09             | 0        | 0            | 2            | 0       | 3         | 0             | 0             | 0       | 5         | 0       |           |
| 2009–10             | 24       | 0            | 4            | 1       | 6         | 0             | 0             | 0       | 34        | 1       |           |
| 2010–11             | 30       | 1            | 7            | 1       | 2         | 0             | 0             | 0       | 39        | 2       |           |
| 2011–12             | 27       | 3            | 5            | 0       | 1         | 0             | 0             | 0       | 33        | 3       |           |
| 2012–13             | 30       | 4            | 2            | 0       | 1         | 0             | 0             | 0       | 33        | 4       |           |
| 2013–14             | 30       | 2            | 1            | 1       | 2         | 1             | 0             | 0       | 33        | 4       |           |
| Tổng                | 141      | 10           | 21           | 3       | 15        | 1             | 0             | 0       | 177       | 14      |           |
| Vitória S.C.        |          |              |              |         |           |               |               |         |           |         |           |
| 2014–15             |          |              |              |         |           |               |               |         |           |         |           |
| Tổng                |          |              |              |         |           |               |               |         |           |         |           |
| Tổng cộng sự nghiệp |          | 141          | 10           | 21      | 3         | 15            | 1             | 0       | 0         | 177     | 14        |

Cập nhật theo các trận đấu đã diễn ra tính đến ngày 3 tháng 7 năm 2014.